# August-Wilhelm Kühnholz
August-Wilhelm Kühnholz (* 6. Oktober 1905 in Gevelsberg; † 14. April 1976 in Oldenburg) war ein niedersächsischer Politiker (FDP) und Mitglied des Niedersächsischen Landtages.
Kühnholz besuchte zunächst die Volksschule sowie die Realschule und wechselte dann an die Handelsschule. Nach dem Ende seiner Schulzeit begann er eine kaufmännische Lehre und nahm  Tätigkeiten in verschiedenen Firmen und Wirtschaftsverbänden auf. 
Zum 1. Mai 1933 trat er der NSDAP bei (Mitgliedsnummer 2.592.012). 
Zwischen 1940 und 1945 war er im Zweiten Weltkrieg Kriegsteilnehmer. 
Nach dem Ende des Krieges war Kühnholz als selbständiger Textilkaufmann tätig. Er wurde Syndikus einer Wirtschaftsorganisation. Ferner wurde er Mitglied der Vollversammlung der Oldenburgischen Industrie- und Handelskammer. Er war Vorsitzender des Einzelhandelsausschusses und ehrenamtlicher Landesarbeitsrichter. Er leitete als Vorsitzender den Vorstand (Arbeitgebergruppe) der AOK Oldenburg. Ferner war Kühnholz Aufsichtsratsvorsitzender der Volksbank Oldenburg und hatte weitere Ehrenämter. Für die Ausgabe Oldenburg der Norddeutschen Einzelhandels-Zeitung war er Schriftleiter. Kühnholz war mehrere Jahre Bezirksvorsitzender der FDP. 
Als Stadtrat der Stadt Oldenburg wurde Kühnholz zum Vorsitzenden des Wirtschaftsausschusses gewählt. Zudem wurde er Mitglied des Niedersächsischen Landtages in der fünften und sechsten Wahlperiode vom 20. Mai 1963 bis 20. Juni 1970. Kühnholz war stellvertretender Vorsitzender der FDP-Landtagsfraktion vom 2. Juli 1968 bis 20. Juni 1970. Ferner war er Schriftführer des Niedersächsischen Landtages vom 24. April 1969 bis 20. Juni 1970. 